# Kaliwerk Gewerkschaft Großherzog Wilhelm Ernst
Die beiden stillgelegten Schächte des Kaliwerks Gewerkschaft Großherzog Wilhelm Ernst (Sachsen-Weimar-Eisenach) liegen unmittelbar westlich von Oldisleben, einem Ortsteil von An der Schmücke im thüringischen Kyffhäuserkreis (vergleiche untenstehenden Lageplan). Sie befinden sich auf dem einstigen Gebiet der „Exklave Oldisleben“.
Am 9. Dezember 1905 wurde mit dem Abteufen des Schachtes Großherzog Wilhelm Ernst I (auch als Schacht Möllendorf bezeichnet) begonnen, seine Endteufe mit 595 m erreichte man nach drei Jahren. Die zweite Schachtanlage, Schacht Großherzog Wilhelm Ernst II (auch Schacht Hainthal genannt) liegt ca. 1325 m westlich vom Schacht I. Mit seinem Abteufen begann man erst sieben Jahre später, am 6. November 1912. Seine Endteufe mit 621 m erreichte man Anfang 1914. Die Gewinnung von Carnallitit und Hartsalz erfolgte ab 1908. Die bergmännische Abbaumethode war das Kammerbau-Verfahren. Die Verarbeitung der geförderten Salze erfolgte in der gewerkschaftseigenen Kalifabrik, zu der eine Seilbahn führte. Im Jahre 1922 wurde die Schachtanlage Großherzog Wilhelm Ernst gemäß § 83a der Stilllegungsverordnung stillgelegt (nähere Erläuterungen zu den betreffenden Rechtsvorschriften: siehe unter Abschnitt „Stilllegung des Kaliwerkes“). Beide Schächte wurden im Jahre 1923 mit einem Betondeckel verschlossen.

## Such- und Erkundungsarbeiten
Im Jahr 1861 gelang es chemischen Fabriken im Staßfurter Raum, die als „unrein“ bezeichneten, beim Abteufen der ursprünglich nur auf die Gewinnung von Steinsalz zur Anreicherung der schwachen Sole der Staßfurter Saline niedergebrachten Schächte v. d. Heydt / v. Manteuffel vorgefundenen carnallitischen Salze für eine technische Verwendung nutzbar zu machen. Es war möglich geworden, das in diesen Salzen enthaltene Kaliumchlorid (KCl) zu lösen und letztlich als Düngemittel in der Landwirtschaft zu vermarkten. Und das Bekanntwerden dieser Kalisalzfunde -das „Staßfurter Berggeschrey“- regte auch an Unstrut und Finne die Suche nach solchen Salzlagerstätten an.
Die Hallesche Tiefbohrgesellschaft Thumann erbohrte „bei Oldisleben“ ein von 309 m bis 690,5 m reichendes Steinsalzlager, ohne jedoch das Kalilager anzutreffen. Eine weitere Bohrung, Tiefbohrung II in der „Eselsgasse im Eingangstal zum Möllendorf“, erschloss von 502,45 bis 522,75 m Kalisalze. Die Ansatzpunkte dieser Bohrungen sind heute nicht mehr genau zu belegen.

## Die geologischen und hydrogeologischen Lagerstättenbedingungen

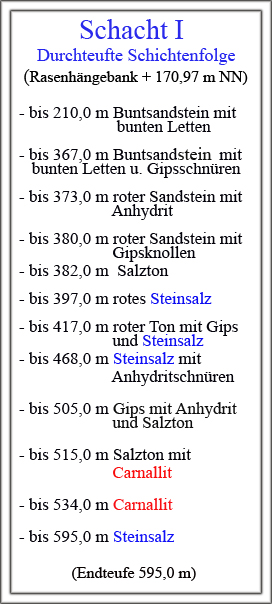
Geologisches Profil des Schachtes I der Gewerkschaft Großherzog Wilhelm Ernst (Schacht Möllendorf)

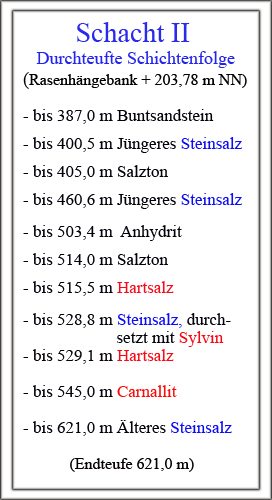
Geologisches Profil des Schachtes II der Gewerkschaft Großherzog Wilhelm Ernst (Hainthal)

Das Grubenfeld der Gewerkschaft Großherzog Wilhelm Ernst befindet sich auf der Südwest-Flanke des Heldrunger Sattels. Dieser streicht parallel zum Roßlebener Sattel, welcher zum nordöstlichen Teil der Hermandurischen Scholle gerechnet wird. Unmittelbar südöstlich befinden sich die Grubenfelder der Gewerkschaften Irmgard, Walter und Heldrungen II. Schacht I (Möllendorf) erreichte das Kaliflöz Staßfurt bei 515,0 m Teufe, Schacht II (Hainthal) bei 528,8 m (vergleiche nebenstehende Schichtenprofile).
Hydrogeologisch ist das gesamte Gebiet der an Unstrut und Finne gelegenen Kalischächte gekennzeichnet durch die starke Wasserführung des Buntsandsteins, insbesondere der Rogensteinzonen des Unteren Buntsandsteins. Zuflüsse beim Abteufen der Schächte bis zu 4 m³ / min waren nicht selten.

## Der Betrieb des Kaliwerkes

### Die finanziell-betriebswirtschaftlichen Verhältnisse
Gründung:
Statut vom 31. Juli, 1. August 1905 und 16. Juli 1906, handelsgerichtliche Eintragung Oktober 1905.
Kuxe der früheren Gewerkschaft:
1000, davon befanden sich 501 im Besitz der Deutschen Kaliwerke. Die Majorität befand sich 1921 in den Händen der Gewerkschaft Alexandershall und wurde dann von den Deutschen Kaliwerken übernommen.
Gegenstand des Unternehmens:
Anlage und Betrieb eines Salz- resp. Kalisalzbergwerks im Gebiet der Großherzoglichen Sächsischen Exklave Oldisleben, sowie Herstellung und Betrieb aller Anlagen, die Ausnutzung jenes Bergwerks und die Verwertung der Produkte desselben in roher oder verarbeiteter Form, ferner die Beteiligung an Bergwerken, Bohrgesellschaften oder chemischen Fabriken.
Gerechtsame:
Für die Exklave Oldisleben ist durch Vertrag vom 12. Februar 1901 das alleinige Recht der Schürfung auf Kalisalze, sowie der eventuellen späteren Ausbeutung der etwa erschlossenen Kalifelder seitens der Großherzoglich Weimarischen Regierung Amtsrat Hühne im Schackental mit der Maßgabe übertragen, dass innerhalb eines Jahres vom Tage der eigentlichen Verleihung der Gerechtsame, die im September 1905 erfolgte, mit dem Schachtbau begonnen wird, und dass spätestens im Jahre 1908 die Förderung ihren Anfang nimmt. Die Gerechtsame umfasst 2150 ha gleich ca. 10 Normalfelder und ist mit einer jährlichen Grubenfeldabgabe von 6550,80 M. belastet. Ferner erhält die Weimarische Regierung 10 % des Reingewinns. Die Gerechtsame umfasst die ganze Exklave Oldisleben und grenzt westlich an die Felder Günthershall und östlich an die von Heldrungen I und II.
Schachtanlage: Am 9. Dezember 1905 erfolgte der erste Spatenstich für den auf den Namen „Wilhelm Ernst“ getauften Schacht, welcher eine lichte Weite von 5½ m hat. Er ist bis zur Endteufe von 595 m fertiggestellt. Der Schacht steht von 0 – 6 ½ m in Mauerung. Die Wasser wurden bei 150 m endgültig abgeschlossen. Die obere Sohle wurde bei 540 m unter dem Kalilager im älteren Steinsalz, die untere Sohle bei 580 m angesetzt. Die Aufschlüsse auf den Sohlen ergaben gute Carnallite, daneben Hartsalze.
Der neue Schacht der Schachtanlage Hainthal ist im Herbst 1912 in Angriff genommen. Er steht von 0 – 12,6 m in Mauerung, von 12,6 – 177 m in Tübbings, von 177 – 621 m in Mauerung (Endteufe). Der Schacht erreichte das Kalisalzlager im Dezember 1913. Ab 1. Februar 1914 erhielt die Schachtanlage Hainthal die vorläufige Beteiligungsziffer. Diese wurde mit Gültigkeit ab 1. Februar 1916 erteilt. Die beiden Schächte wurden im Jahre 1923 nach der Betriebsstilllegung mit einem Betondeckel verschlossen.
Abwässerkonzession:Für eine tägliche Verarbeitung von 10 000 dz vorhanden.
Beteiligungsziffer:Die Quoten sind infolge Stilllegung der Schächte bis Ende 1953 verkauft. Ab 1. Oktober 1932 betragen die Quoten für Schacht I 4,4237 Tausendstel, für Schacht II 3,9971 Tausendstel.

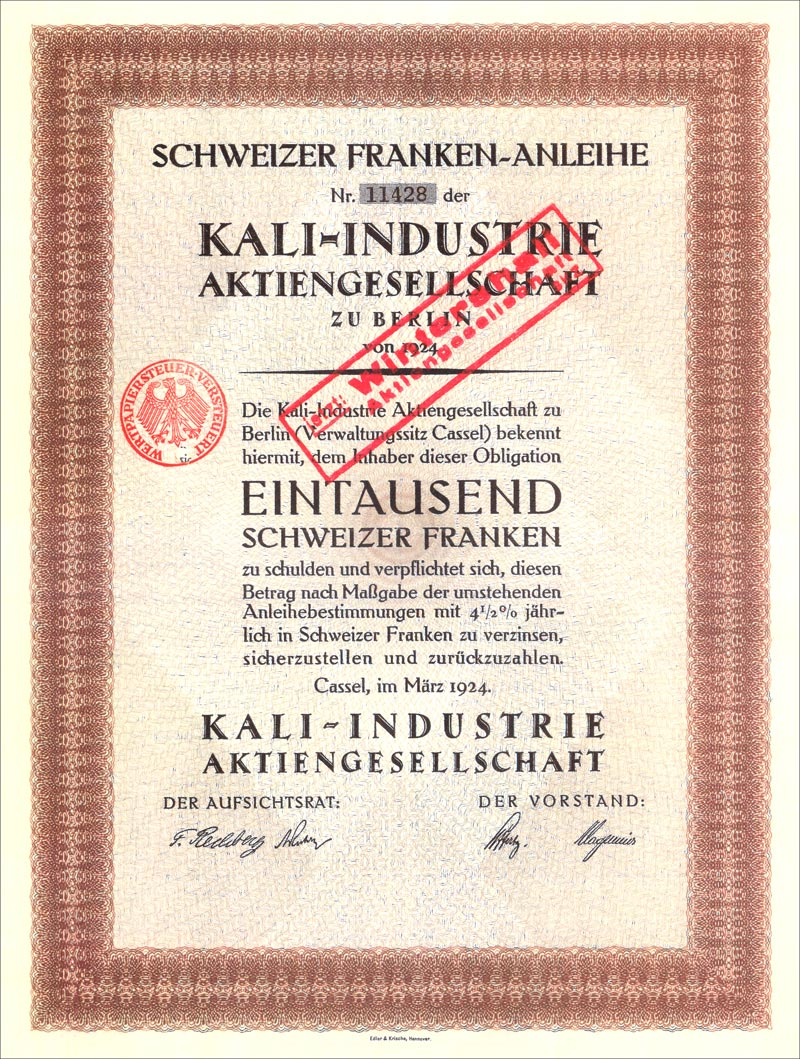
Anleihenschein der Kali-Industrie A.G.

Liquidation und Besitzübergang an die Kali-Industrie (spätere Wintershall) A.-G. :
Die Gewerkenversammlung vom 20. September 1926 beschloss die Liquidation der Gewerkschaft und Veräußerung des Gesamtvermögens an die Kali-Industrie A.-G. Im Umtausch bot die Kali-Industrie Aktiengesellschaft den Gewerken pro Kux nom. 1000 RM Kali-Industrie-Aktien. Das Umtauschangebot erging mit Wirksamkeit ab 4. Mai 1927. Voran ging der Transaktion der Abschluss eines Interessengemeinschaftsvertrages, in dem die Kali-Industrie A.-G. den Gewerken pro Kux die Dividende von zweieinhalb Kali-Industrie-Aktien (je 400 RM) bot. [aus MOSSNER, 1936]
Hier einige statistische Zahlen aus den Jahren 1907 bis 1914:
1907: Besitzer: Gewerkschaft „Großherzog Wilhelm Ernst“ in Weimar. Verwaltung: J.H. Sachse, Vorsitzender des Grubenvorstandes, in Hannover. Anzahl der Kuxe: 1000. Name der Anlage: „Schacht Wilhelm Ernst“ in Oldisleben. Das Werk befindet sich noch nicht in Förderung, Schacht zurzeit ca. 240 m tief. An Aufbereitungsanstalten befinden sich die Chlorkaliumfabrik und Salzmühle im Bau. Die sonstigen Gebäude über Tage sind fast vollständig fertiggestellt. Betriebsführer: Wilhelm Lichte und Arthur Sachse in Oldisleben.
1908: Besitzer, Verwaltung und Kuxe wie 1907. Das Werk beginnt am 15. Oktober dieses Jahres die Förderung. Der Schacht ist bis zur Endteufe von 595 m fertiggestellt. Die Chlorkaliumfabrik ist soweit fertiggestellt, dass die bei den Aufschlussarbeiten entfallenden Salze verarbeitet werden können. An dem weiteren Ausbau der Fabrik wird gearbeitet. Die sonstigen Betriebsanlagen über Tage sind fertiggestellt. Technische Leitung: Betriebsführer Wilhelm Lichte, Betriebsführer Arthur Sachse und Karl Koelichen, sämtlich in Oldisleben. Zubußen: 1905 250 Mark, 1906 1450 Mark, 1907 822,22 Mark pro Kux bei 900 zubußepflichtigen Kuxen. 100 zubußefreie Kuxe gehören der Gewerkschaft. Auf dieselben hat die Großherzoglich Sächsische Regierung ein Optionsrecht zur Übernahme gegen Erstattung des auf diese Kuxe entfallenden Anteils der aufgewandten Kosten.
1909: Besitzer, Verwaltung und Kuxe wie 1907. Das Werk hat im Mai 1908 mit der Förderung begonnen. Schacht und Fabrik sowie die Tagesanlagen sind fertiggestellt. Technische Leitung: Betriebsführer Wilhelm Lichte, Betriebsingenieur Arthur Sachse und Fabrikleiter Karl Koelichen, sämtlich in Oldisleben. Arbeiterzahl: 221 Mann. Mitglied des Kali-Syndikats.
1910: wie 1909.
1911: Besitzer, Verwaltung und Kuxe wie 1907. Technische Leitung: Betriebsführer Wilhelm Lichte, Betriebsingenieur Robert Meyer in Oldisleben. Durchschnittliche Arbeiterzahl: 88 Mann. Mitglied des Kali-Syndikats, Beteiligungsquote an Gewerkschaft Alexandershall verkauft.
1912: Besitzer, Verwaltung und Kuxe wie 1907. Vorrichtungs- und Aufschlussarbeiten werden in geringem Umfange betrieben. Technische Leitung: Betriebsführer Klaube, Betriebsingenieur Robert Meyer in Oldisleben. Durchschnittliche Arbeiterzahl: 88 Mann. Mitglied des Kali-Syndikats.
1913: wie 1912.
1914: Besitzer: wie zuvor. Grubenvorstand: Vorsitzender: W. Piepmeyer, Kassel; stellvertr. Vorsitzender: W. Mayer, München; Mitglieder: Kommerzienrat Isenstein, Hannover, Bergrat G. Kost, Hannover, Generaldirektor M. Tathke, Berka a.d. Werra, ein Delegierter des Großherzoglich Sächsischen Staatsministeriums. Verwaltung: J. H. Sachse, Oldisleben, Direktor; F. Mönkemeyer und R. Meyer, beide zu Oldisleben, Prokuristen. Durchschnittliche Arbeiterzahl: 250 Mann. Mitglied des Kali-Syndikats.

### Der Schachtbau
Schacht I („Möllendorf“ oder „Wilhelm Ernst I“ genannt):
Höhe der Rasenhängebank: +170,97 m NN. Gesamtteufe: 595,0 m.
1. Sohle: –359,02 m NN = 540-m-Sohle (Wettersohle).
2. Sohle: –408,72 m NN = 580-m–Sohle (Fördersohle).
Schachtdurchmesser: 5,5 m lichte Weite. Schachtausbau: O-6,5 m Mauerung; 6,5-173 m Tübbings; 173-595 m Mauerung.
Schacht II („Hainthal“ oder „Wilhelm Ernst II“ genannt):
Höhe der Rasenhängebank: +203,78 m NN. Gesamtteufe: 621,0 m.
1. Sohle: –401,11 m NN = 580-m-Sohle (Fördersohle).
Schachtdurchmesser: 4,5 m lichte Weite. Schachtausbau: 0–12,6 m in Mauerung, 12,6–177 m Tübbings, 177–621 m Mauerung.
Der Abstand der Schächte zueinander beträgt ca. 1325 m Luftlinie.

### Aus- und Vorrichtung, Abbau- und Versatzverfahren
Das nordwest-südost streichende Kalilager wurde in Streichrichtung durch das Auffahren von Doppelstrecken ausgerichtet. In regelmäßigen Abständen von etwa 30 m bis zu 50 m verbanden diese Durchhiebsstrecken. Diese Streckenverbindungen waren sowohl der Wetterführung als auch als Fluchtwege dienlich, lagen doch die Schächte von der Ortsbrust bis über 1,6 km (hier in Richtung Südost vom Schacht I) entfernt. Dem Baugrundriss dieser Schachtanlagen mit Stand von 1913 ist zu entnehmen, dass zu dieser Zeit ein Abbau des Kalilagers nur südlich des Schachtes I stattfand. Als Abbauverfahren wurde der Firstenkammerbau angewandt. Die Länge dieser Abbaue entsprach der Lagerstättenmächtigkeit und erreichte bis etwa 40 m bei einer Breite der Sicherheitspfeiler zwischen den einzelnen Abbaukammern von ca. 10 m.
BONK (1970) macht hingegen in seiner bergschadenkundlichen Analyse nachstehende Angaben:
Abbaubreite 15 m, Abbaulänge 100 - 130 m, Pfeilerbreite 10 m, Streckenpfeiler 8 m, Abbauhöhen 6 - 14 m, Durchhiebe 3 - 4 m breit im Abstand von 20 – 25 m, Baufeldgröße der Schachtanlage I 2500 m, Baufeldgröße der Schachtanlage II 340 m.
Welches bergmännische Rißwerk mit welchem Nachtragsdatum BONK zur Verfügung stand, ist dem Autor dieses Artikels nicht bekannt.
Als Versatzgut dienten Fabrikrückstände und Steinsalz aus Streckenauffahrungen. Die detaillierten Angaben hierzu fehlen, sodass auch nicht das letztlich unversetzte Grubenhohlraumvolumen ausgewiesen werden kann.

### Die fabrikatorische Verarbeitung
Außerhalb der Ortschaft Oldisleben, an der Straße nach Frankenhausen, wurde ab 1906 mit der Errichtung der Fabrikanlage zur Verarbeitung der Rohsalze begonnen. Die Kapazität sowie die Abwässerkonzession waren auf die Verarbeitung von 10.000 Doppelzentner Rohsalz pro Tag ausgelegt.
Folgend die Absatzstatistik der Jahre 1911 bis 1920 [aus MOSSNER, 1936]:
| Produkt                     | 1911  | 1912  | 1913  | 1914  | 1915  | 1916  | 1917  | 1918  | 1919  | 1920  |
| --------------------------- | ----- | ----- | ----- | ----- | ----- | ----- | ----- | ----- | ----- | ----- |
| Carnallit                   | 9075  | 683   | 587   | 409   | 275   | 407   | 816   | 83    | -     | -     |
| Kainit und Sylvinit         | 46898 | 43334 | 41075 | 29989 | 2132  | 11    | -     | -     | -     | -     |
| Kalidüngesalz 20 %          | 3112  | 3334  | 3821  | 2837  | -     | 1496  | 10138 | 12153 | 1574  | 4828  |
| Kalidüngesalz 30 %          | 1720  | 1927  | 1541  | 1186  | -     | 1534  | 4783  | 160   | 783   | -     |
| Kalidüngesalz 40 %          | 16190 | 19602 | 20263 | 21900 | 54042 | 60573 | 42136 | 23812 | 26404 | 32247 |
| Chlorkalium u. Kalidünger   | 23004 | 24734 | 21484 | 17634 | 5905  | 3262  | 8019  | 28304 | 6499  | 24082 |
| Schwefelsaures Kali         | 5655  | 5547  | 4412  | 3177  | 550   | 149   | 249   | -     | -     | 982   |
| Schwefelsaures Kalimagnesia | 1375  | 1455  | 2271  | 1209  | 3229  | 2053  | 740   | -     | -     | 243   |
| Kieserit                    | 3106  | 4719  | 3117  | 1689  | 4400  | 600   | 600   | -     | -     | -     |

## Die Stilllegung des Kaliwerkes
Zu Beginn des 20. Jahrhunderts erlebte die Bohrtätigkeit in Deutschland zur Suche von Kalisalz und Steinkohle einen wahren Boom.
Um die Ausuferung der Schaffung immer neuer Kaliwerke (sowie auch Steinkohlengruben) und damit Überproduktionen zu unterbinden, beschloss der preußische Landtag auf Antrag des Abgeordneten Karl von Gamp-Massaunen u. a. das „Gesetz, betreffend die Abänderung des Allgemeinen Berggesetzes vom 24. Juni 1865/1892, vom 5. Juli 1905 (G.B.S. 265)“, so bezeichnet als Lex Gamp.
Es führte zunächst zu einer vorläufigen Mutungssperre von zwei Jahren auf Kalisalze und Steinkohle. Das bedeutete, dass nur der Staat Bergwerkseigentum erwerben konnte. Dieser konnte es in Form eines zeitlich beschränkten dinglichen Gewinnungsrechts Dritten übertragen.
Die Lex Gamp war der Beginn weiterer staatlicher Eingriffe zur Vermeidung von Monopolbildungen bis hin zur Regulierung von Preisen und die durch maßlose Zunahme von Kalibergwerken bedingte Überproduktion. Letzterem diente auch die sogenannte Stilllegungsverordnung vom 22. Oktober 1921 („Verordnung betreffend Abänderung der Vorschriften zur Durchführung des Gesetzes über die Regelung der Kaliwirtschaft vom 18.Juli 1919“, (Reichs-Gesetzbl. S. 663)).
Im § 83a dieser Verordnung heißt es: „Eine Änderung der für die Einschätzung maßgebenden Verhältnisse bleibt bis zum 31. Dezember 1953 auf den Fortbestand und die Höhe der Beteiligungsziffer derjenigen Werke ohne Einfluss, welche bis zu diesem Zeitpunkt freiwillig stillgelegt werden. Eine dahingehende unwiderrufliche Erklärung ist bis zum 1. April 1923 (verlängert bis 31. Dezember 1926) der Kaliprüfungsstelle abzugeben. Diese setzt unter Berücksichtigung der wirtschaftlichen Verhältnisse, insbesondere der Salzvorräte, den Zeitpunkt fest, bis zu welchem die Stilllegung durchgeführt sein muss; eine Verlängerung dieser Frist über den 1. April 1924 hinaus ist nicht zulässig. Eine Stilllegung im Sinne dieses Absatzes bedingt, dass jede Förderung von nutzbaren Mineralien aus dem stillgelegten Schachte unterbleibt. Ausnahmen kann nur der Reichswirtschaftsminister nach Anhörung des Reichskalirates und der Kaliprüfungsstelle bewilligen“.

## Zustand der Schachtanlage nach deren Stilllegung
Nach Abgabe und Wirksamkeit der Stilllegungserklärung wurden beide Schachtröhren mit einem Betondeckel verschlossen.
Nach 1945 wurde die Schachtanlage zum Eigentum des Volkes erklärt; 1953 wurde sie vom VEB Kaliwerk „Heinrich Rau“ Roßleben in Rechtsträgerschaft übernommen. Mit Erlass der Verwahrungsanordnung der DDR vom 10. Oktober 1971 (DDR-GBl. II Nr. 73) wurde der Rat des Bezirkes Halle für eine Vielzahl von Alt-Kalischächten, sogenannte „Grubenbaue alten Bergbaus ohne Rechtsnachfolger“, zuständig; somit auch für die Grubenbaue der Gewerkschaft Großherzog Wilhelm Ernst.
1978/79 erfolgten auf Veranlassung der ehemaligen Abteilung Geologie des Rates des Bezirkes Halle Untersuchungen an beiden Schächten (siehe Bildergalerie untenstehend).

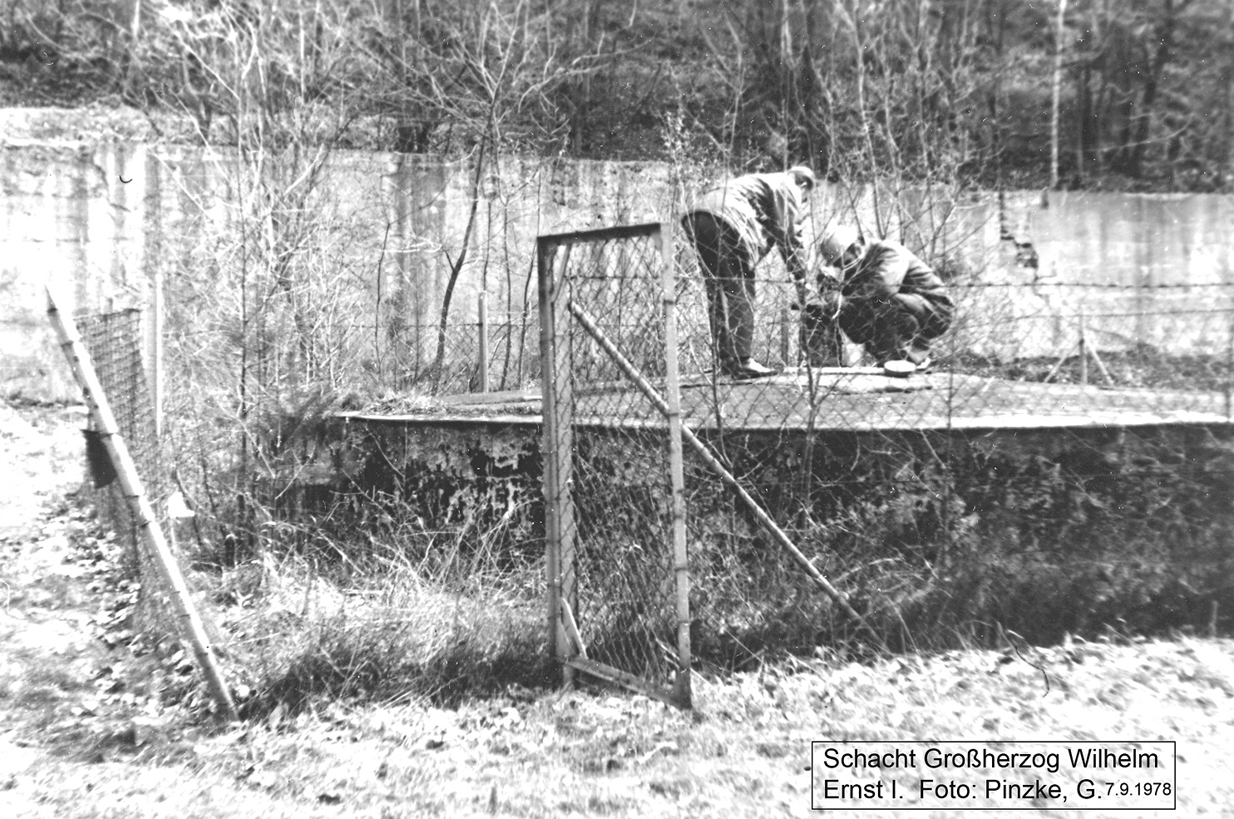
Untersuchungsarbeiten am Schacht I i.J. 1978
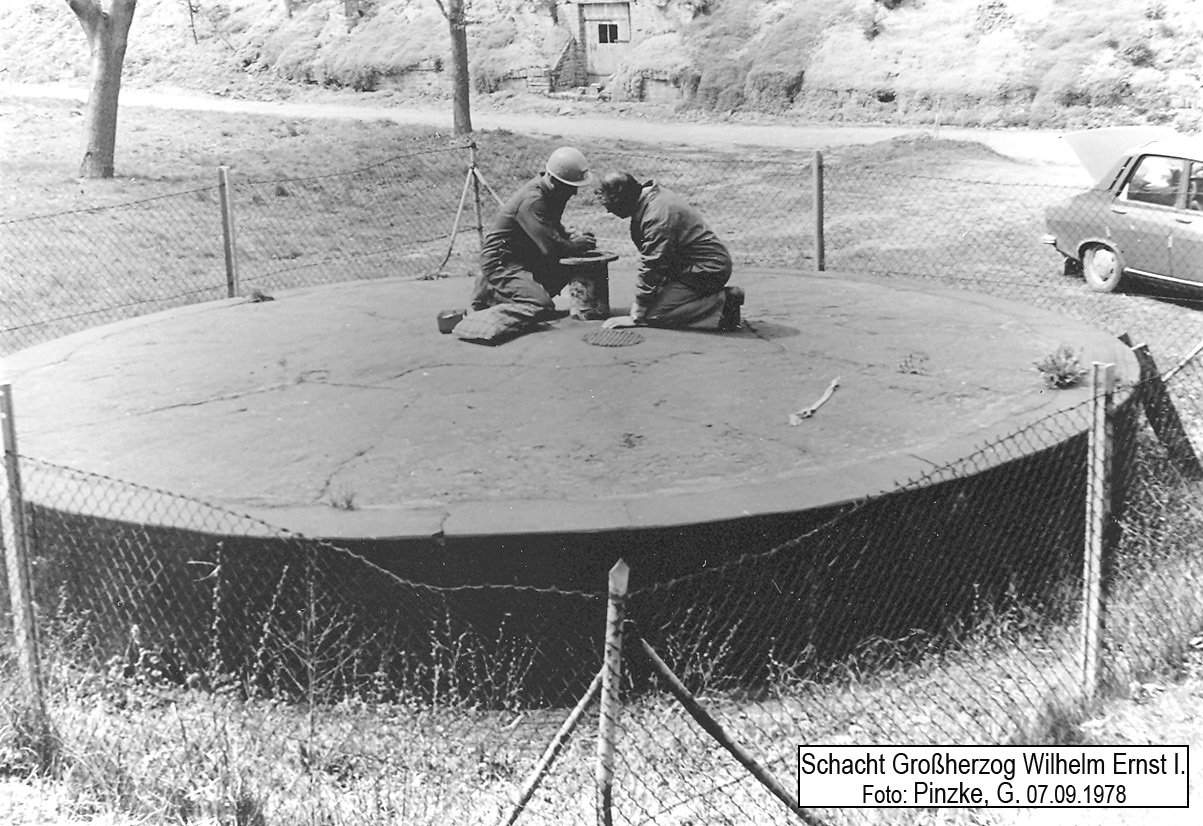
dito
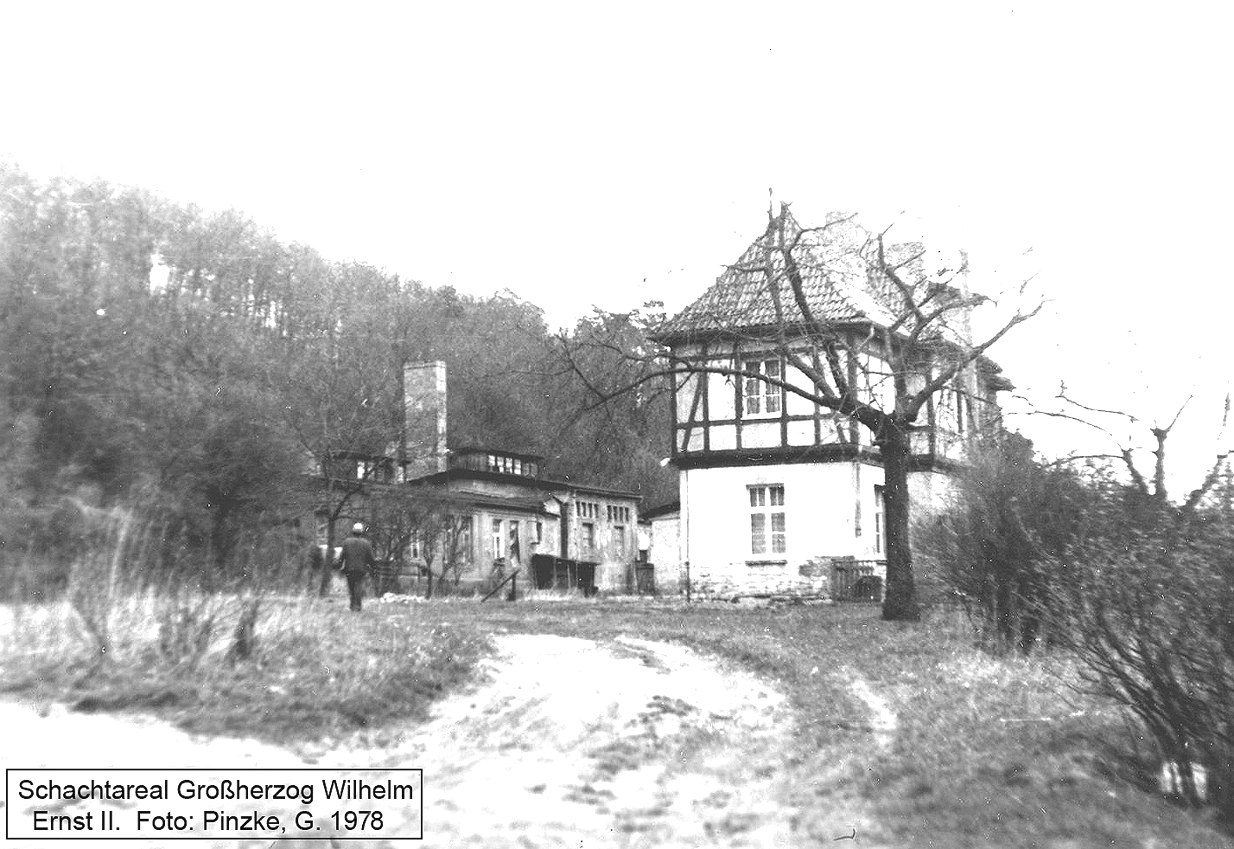
Ehemalige Pförtnerei
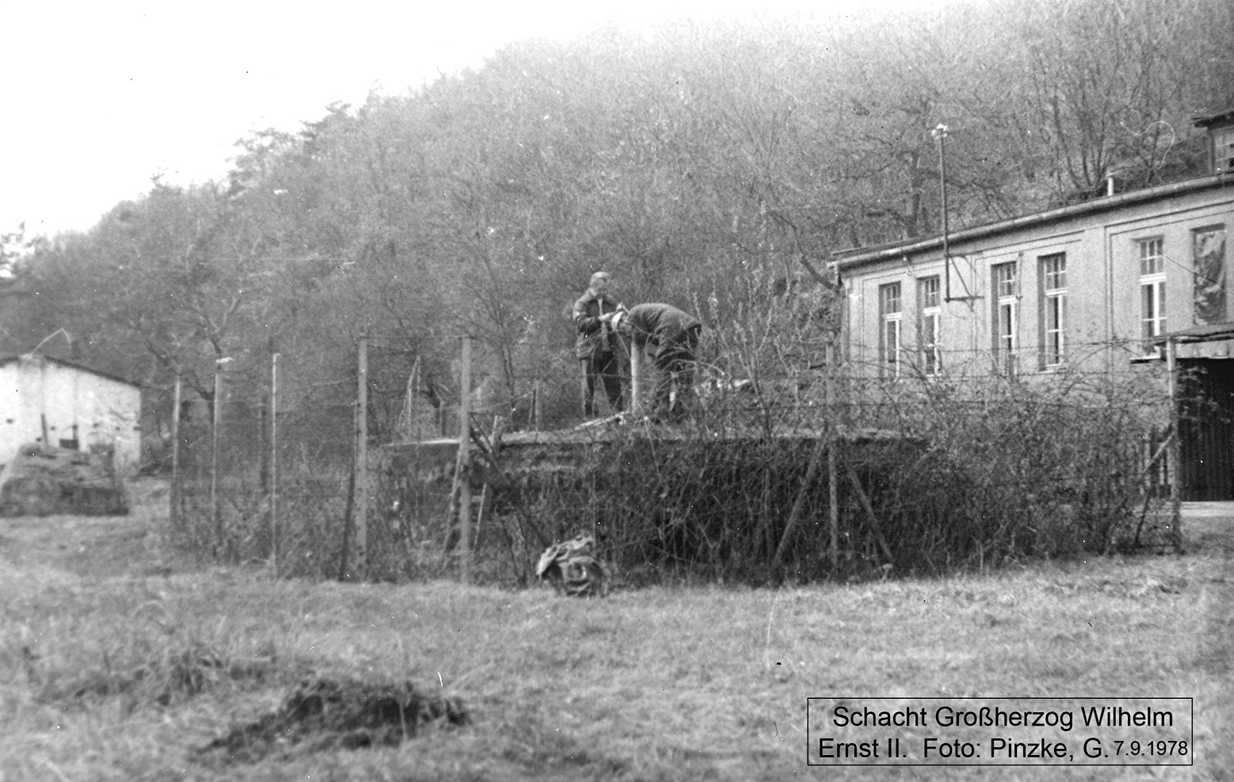
Schachtareal Schacht II
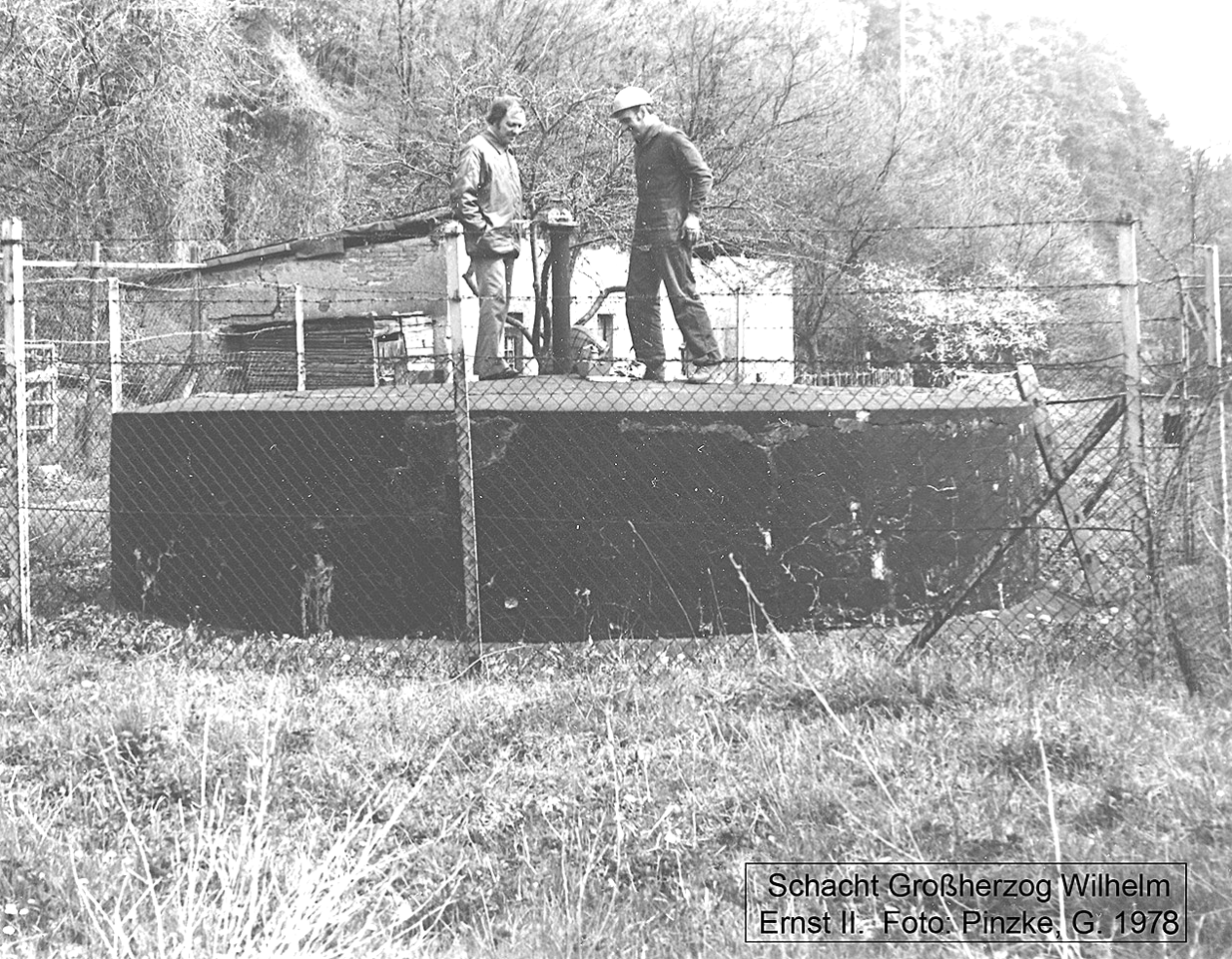
Untersuchungsarbeiten am Schacht II i.J. 1978
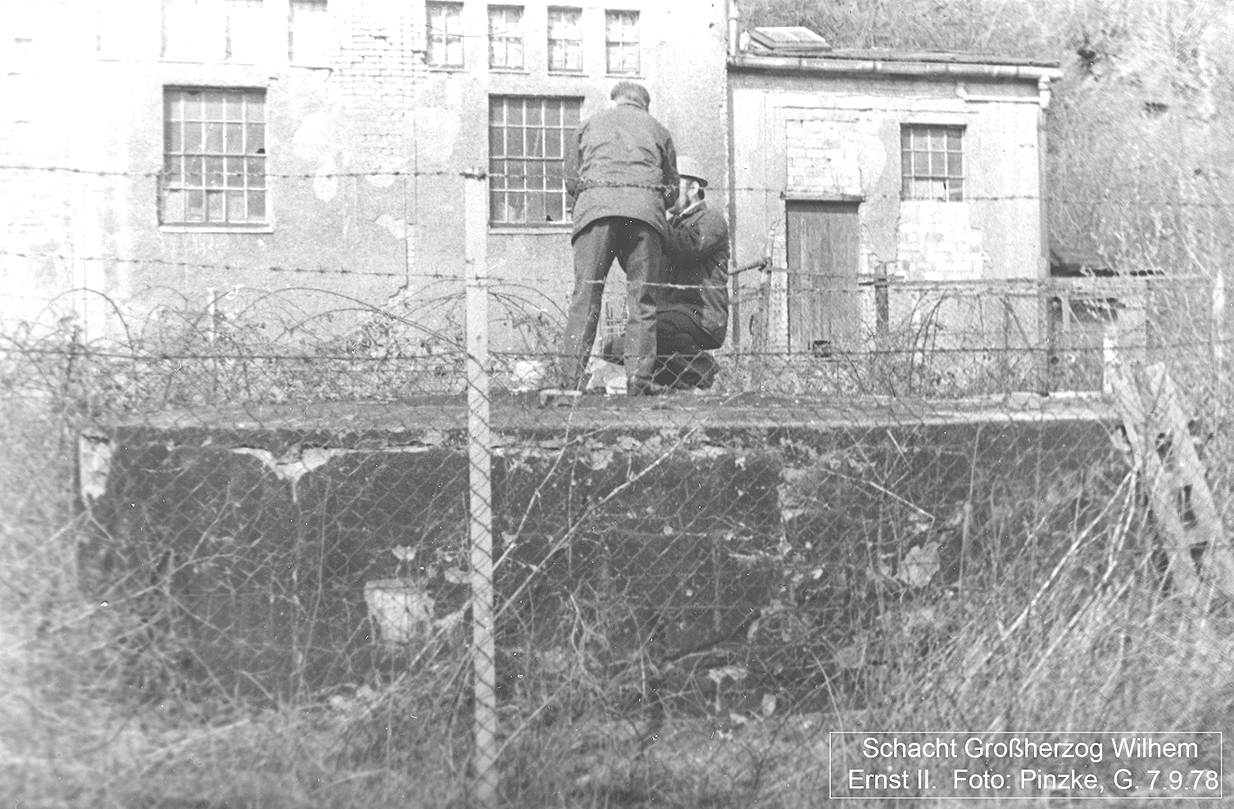
dito

Dabei wurde der Schachtgrund im Schacht I bei −349,77 m NN, im Schacht II bei nur 179,80 m angelotet.

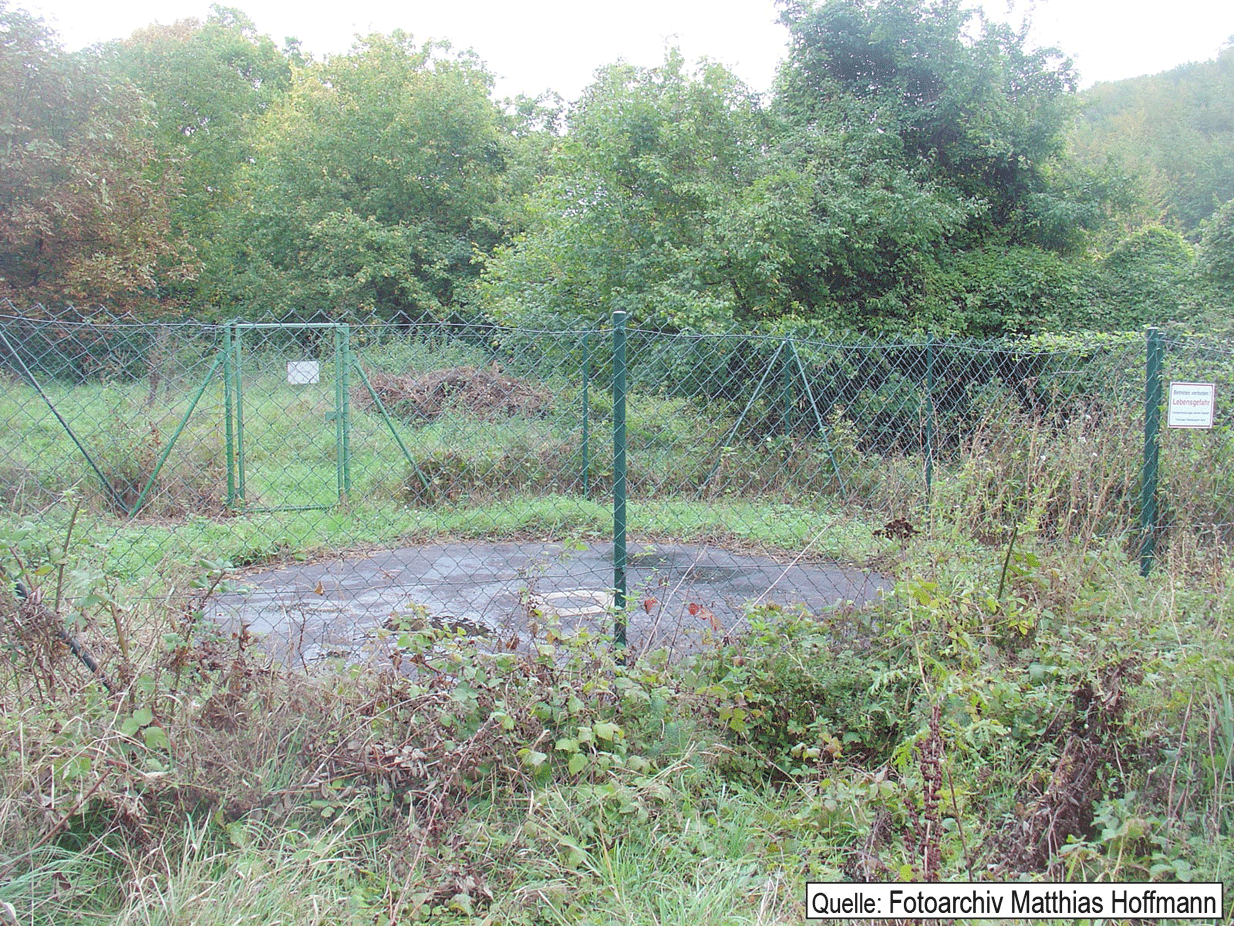
Ansicht der Schachtabdeckelung des Schachtes Hainthal

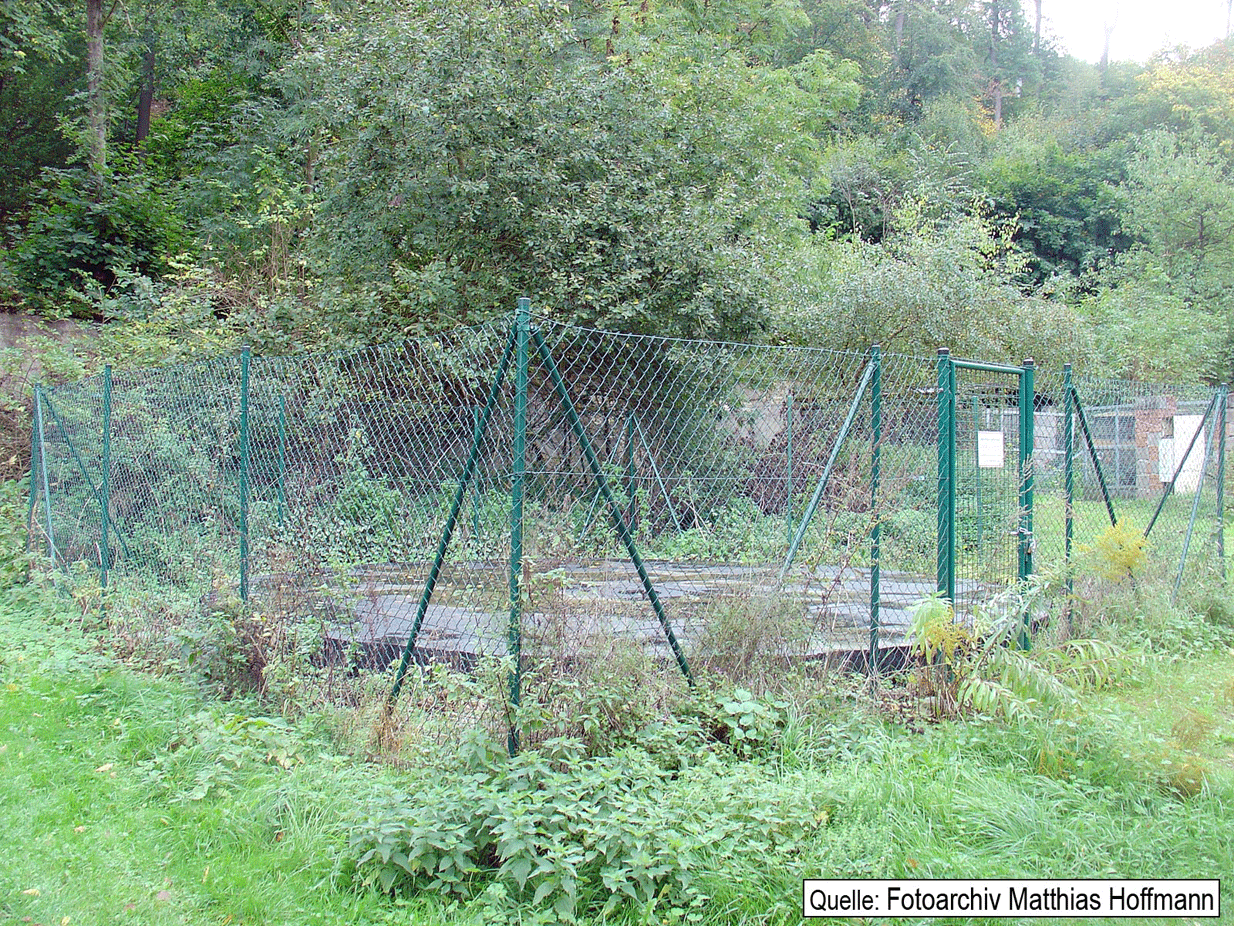
Ansicht der Schachtabdeckelung des Schachtes Möllendorf

Die chemische Analyse der in den Schachtröhren angetroffenen Salzlösungen aus einer Teufe des Schachtes I von 516,82 m bei der in-situ-Temperatur von + 32 Grad ergab nachstehenden Gehalt an Einzelsalzen (alles in g/l): CaSO4 2,72; MgSO4 23,30; MgCl2 343,90; KCl 20,30; NaCl 4,00; Dichte 1,289 g/ml. Diese, dem Chloridtyp zuzurechnende Lösung stand im chemischen Gleichgewicht zum erschlossenen Salinar. Die chemische Analyse aus einer Teufe des Schachtes II von 317,60 m ergab nachstehenden Gehalt an Einzelsalzen (alles in g/l): CaSO4 1,36; MgSO4 32,19; MgCl2 92,64; KCl 21,00; NaCl 127,40; Dichte 1,201 g/ml. Auch diese Lösung stand im chemischen Gleichgewicht zur erschlossenen geologischen Abfolge im Beprobungsbereich. Bodenproben des jeweils angeloteten Schachtgrundes wiesen auf Verbruchserscheinungen im Mauerwerk hin.
Mit dem Beitritt der DDR zum Geltungsbereich des Grundgesetzes galten diese stillgelegten Schächte auch als „stillgelegte Anlagen eines bergbaulichen Gewinnungsbetriebes, für den ein Rechtsnachfolger nicht vorhanden oder nicht mehr feststellbar ist“. Anstelle der Räte der Bezirke traten die jeweiligen Landesregierungen bis zum Erlass entsprechender ordnungsbehördlicher Vorschriften (Thüringer Gesetz über die Gewährleistung der öffentlichen Sicherheit und Ordnung in Objekten des Altbergbaus und in unterirdischen Hohlräumen (Thüringer Altbergbau- und Unterirdische Hohlräume-Gesetz – ThürABbUHG vom 23. Mai 2001 (veröffentlicht im ThürGVBl Nr. 4 vom 31. Mai 2001, S. 41) i. d. F. der Änderung durch das Thüringer Gesetz zur Anpassung von Behördenbezeichnungen in der Bergverwaltung vom 03.12.2002 (GVBl S. 430, 431))) ein. Somit stehen bis dato diese stillgelegte Schächte ordnungsrechtlich bezüglich der Fürsorgepflicht zwecks Gefahrenabwehr in der Zuständigkeit des Thüringer Landesbergamtes (siehe auch „Leitfaden Verwahrung Tagesschächte“). Zur Gewährleistung der öffentlichen Sicherheit sind beide Schachtröhren neu abgedeckelt worden (siehe nebenstehende Fotos). Der unmittelbare Zugang ist mittels Maschendrahtzaun vor unbefugtem Betreten gesichert.